# Arbitro (pallavolo)
Il collegio arbitrale di una partita di pallavolo è composto da: primo arbitro, secondo arbitro, terzo arbitro, segnapunti (addetto al referto ufficiale), addetto al VideoCheck, quattro (due) giudici di linea.
L'intero collegio arbitrale è presente solamente nelle competizioni di massimo livello, internazionali maschili e femminili (in serie A1 maschile e femminile e in serie A2 maschile è stato introdotto il Video Check, pertanto non sono presenti i giudici di linea), a partire dai campionati di serie B1 la figura dei giudici di linea non è più presente, mentre in ambito regionale e provinciale (dalla serie C) le gare possono essere dirette da un solo ufficiale.
A partire dalla stagione 2011/2012, il regolamento introduce la figura dell'arbitro associato, funzione che può essere svolta nell'ambito di determinati campionati giovanili (solitamente fino all'under 16) da un tesserato del sodalizio ospitante opportunamente formato.
Il segnapunti addetto al referto ufficiale è un tesserato, opportunamente formato, della società ospitante dai campionati provinciali fino ai campionati nazionali serie B maschile e B1/B2 femminile. In alcune rare occasioni (finali, tornei, trofei...) il segnapunti è un arbitro designato ufficialmente dalla commissione ufficiali di gara. In serie A il segnapunti è un arbitro in quanto è addetto al referto elettronico (e-scoresheet) e deve sostenere un corso per l'abilitazione.

## Primo arbitro

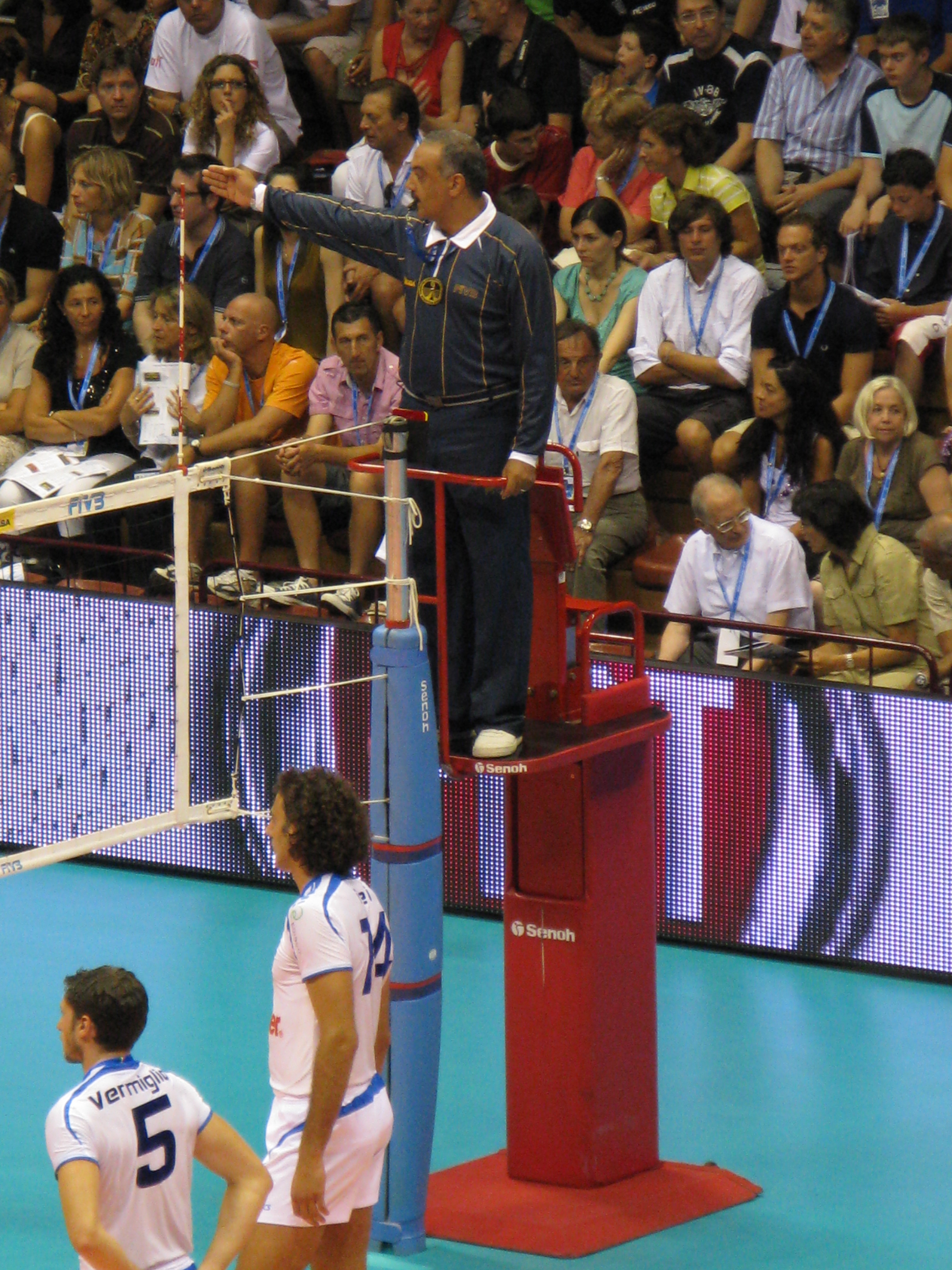
Un arbitro internazionale nelle funzioni di primo arbitro

Il primo arbitro dirige la gara dall'inizio alla fine, in piedi, su un seggiolone posto ad un'estremità della rete (quella opposta al tavolo del segnapunti). Il regolamento gli conferisce un'autorità assoluta, sia sui componenti delle due squadre che su ogni membro del collegio arbitrale; ha quindi facoltà di sanzionare qualsiasi fallo, di annullare le decisioni degli altri componenti del collegio arbitrale e anche di sollevarli dal loro incarico e sostituirli, se lo ritiene necessario. Inoltre ha l'autorità di decidere su ogni questione relativa al gioco, anche quelle non specificate dalle regole.
Durante la gara è l'unico autorizzato a sanzionare le condotte scorrette dei componenti delle due squadre mediante avvertimenti ufficiali e sanzioni disciplinari.
In materia di falli egli ha competenza esclusiva su:
- i falli di servizio e di posizione della squadra, compreso il fallo di velo;
- i falli di tocco di palla (doppio tocco, trattenuta, quattro tocchi);
- i falli sopra la rete (invasioni aeree);
- l'attacco falloso di un giocatore su palla proveniente da un palleggio con le dita rivolte verso l'alto del libero che si trova nella sua zona d'attacco;
- la palla che attraversa il piano verticale della rete sotto di essa.

Egli autorizza il servizio con un fischio ed interrompe le azioni di gioco con un altro fischio (tranne nel caso in cui le abbia già interrotte il secondo arbitro).
Al termine della gara controlla e firma il referto per ultimo.

## Secondo arbitro

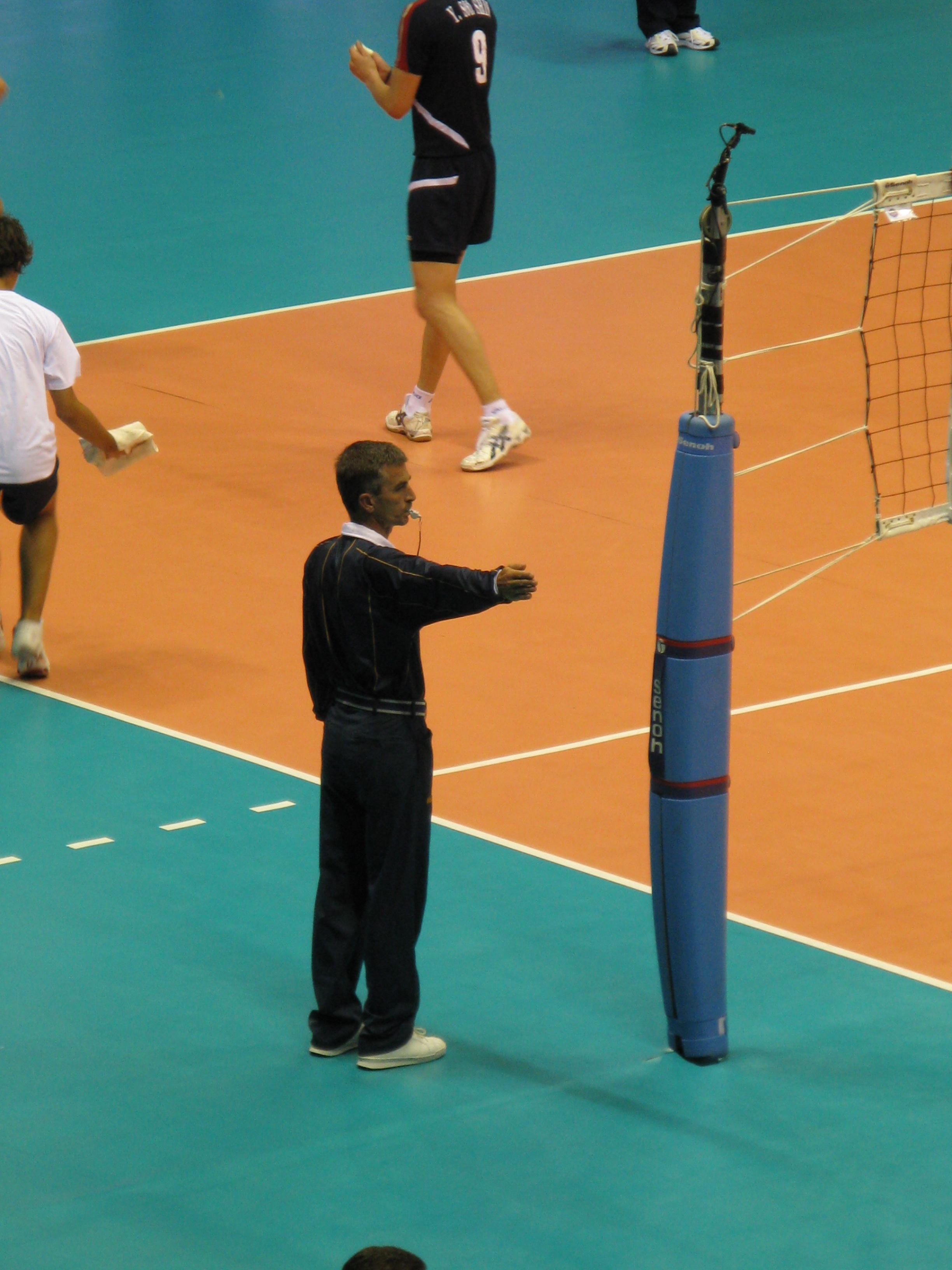
Un arbitro internazionale nelle funzioni di secondo arbitro

Il secondo arbitro svolge le sue funzioni in piedi in prossimità del palo della rete più vicino al tavolo del segnapunti, dal lato opposto rispetto al primo arbitro. Durante la gara si sposta da una parte all'altra del palo per riuscire a controllare meglio il corretto svolgimento dell'azione.Assiste il primo arbitro, mantenendo tuttavia la propria area di competenza; in particolare può sanzionare:
1. la penetrazione nel campo avverso e dello spazio sotto la rete (invasione sotto rete);
2. i falli di posizione della squadra in ricezione;
3. il contatto falloso con la parte superiore della rete e con l'antenna dalla sua parte (invasione a rete);
4. il muro effettivo dei difensori e il tentativo di muro del LIBERO;
5. l'attacco falloso (causato dal calpestamento o superamento della linea d'attacco, con impatto della palla che si trova completamente sopra il bordo superiore della rete) dei difensori e del LIBERO;
6. il contatto della palla con un oggetto esterno e con il terreno (solamente nel caso in cui il 1º arbitro non sia in condizione di vederlo).

Suoi compiti sono inoltre quello di: controllare il comportamento dei componenti in panchina e dei giocatori nell'area di riscaldamento, segnalando al 1º arbitro ogni loro condotta scorretta per eventuali provvedimenti da adottare; controllare l'operato del segnapunti; autorizzare le interruzioni regolamentari controllandone la durata; respingere eventuali richieste improprie; autorizzare una sostituzione eccezionale o il tempo di recupero in caso di infortunio di un giocatore.
Durante i tempi di riposo si posiziona dietro al palo rivolgendosi verso il tavolo del segnapunti.
All'inizio di ciascun set, al cambio di campo nel set decisivo ed ogni volta che è necessario, verifica che le posizioni dei giocatori sul terreno di gioco corrispondano a quelle riportate sui tagliandi delle formazioni iniziali.
A fine gara firma il referto, dopo averlo controllato, dopo il segnapunti e prima del primo arbitro.

## Giudici di linea e "Video Check"

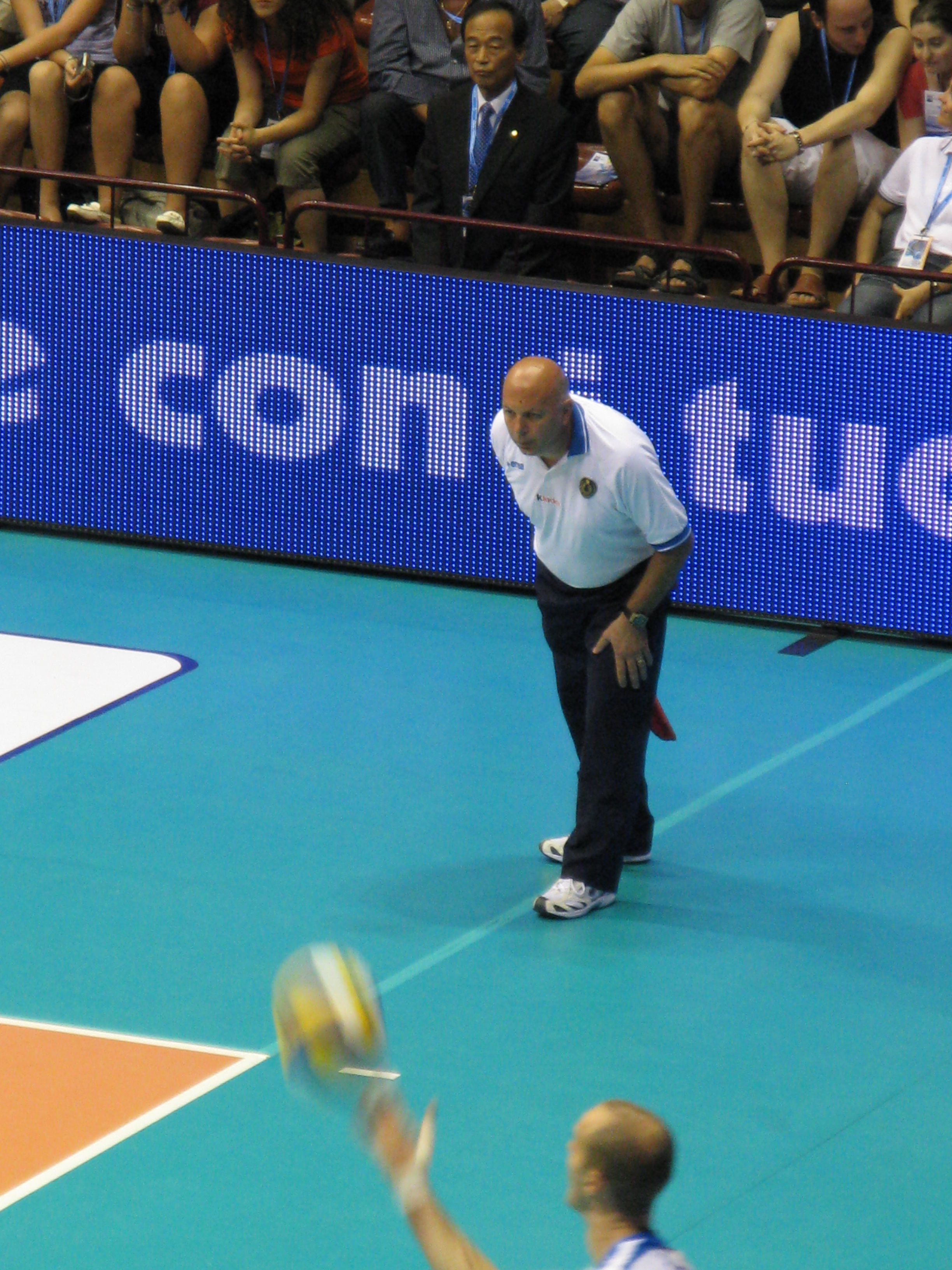
Un giudice di linea italiano durante un incontro internazionale

I giudici di linea sono ufficiali preposti al controllo dell'impatto della palla in relazione alle linee perimetrali del terreno di gioco, dell'impatto della palla con le antenne, del tocco della palla da parte dei giocatori della squadra in difesa e del tocco della linea di fondo da parte del giocatore al servizio, ecc.
Se sono designati solo due giudici di linea, questi si dispongono agli angoli del campo alla destra di ognuno dei due arbitri, diagonalmente a circa 1-2 metri dall'angolo. Ciascuno di loro controlla la linea di fondo e quella laterale dalla propria parte. Se invece i giudici di linea sono quattro, si dispongono uno per angolo ed ognuno di loro controlla una determinata linea del campo: due le linee di fondo e due le linee laterali.
I giudici di linea assolvono le loro funzioni segnalando con una bandierina (cm 40x40, in Italia di colore blu, in campo internazionale di colore giallo o rosso):
1. la palla che cade all'interno o all'esterno del campo in prossimità della propria linea di competenza;
2. la palla che cade all'esterno del campo, ma che è stata toccata da un giocatore della squadra in difesa/ricezione (palla toccata);
3. la palla che tocca l'antenna;
4. la palla di servizio che supera la rete al di fuori dello spazio di passaggio (antenne, ...);
5. un giocatore (escluso il battitore) che si trova fuori dal suo campo al momento del servizio;
6. il giocatore al servizio che al momento del servizio calpesta la linea di fondo;
7. la palla che attraversa la rete al di fuori dello spazio di passaggio verso il campo opposto o tocca l'antenna dal proprio lato.

Nel campionato italiano di serie A1 e A2 maschile e A1 femminile i giudici di linea sono stati sostituiti dal sistema video-check.
Il Video Check può essere richiesto da uno dei due Allenatori in panchina entro 7 secondi dal termine dell'azione. La richiesta può essere avanzata solo dalla squadra che ha perso l'azione a seguito della decisione arbitrale. Tranne il caso in cui venga evidenziato un fallo di servizio, qualora il controllo delle immagini porti ad una modifica della decisione arbitrale in favore della squadra che lo ha richiesto, l'altra squadra ha diritto, entro 7 secondi, di richiedere a sua volta il Video Check per un altro dei falli previsti. Nel caso in cui a seguito di una doppia richiesta di Video Check le immagini evidenzino due situazioni di gioco che attribuirebbero il servizio in modo opposto (ad esempio palla fuori e tocco falloso di rete), il 1º arbitro dovrà valutare quale fallo si é verificato temporalmente per primo. Nel caso in cui l'allenatore della squadra che ha perso l'azione sia stato espulso o squalificato o abbia momentaneamente abbandonato l'area di gioco, la richiesta dovrà essere effettuata, se presente, dall'Assistente Allenatore che in possesso dei requisiti previsti dalle normative federali ne abbia, previa autorizzazione del 1º arbitro, assunto le funzioni. Solo nel caso in cui tale tecnico non sia presente in panchina, sarà il capitano in gioco ad avanzare la richiesta.
Entrambe le squadre hanno il diritto di richiedere il Video Check due volte per ogni set. Se il controllo delle immagini porta ad una modifica della decisione arbitrale in favore della squadra che lo ha richiesto, il numero delle “chiamate” a disposizione per la squadra richiedente rimarrà inalterato per quel set; qualora invece, dopo il controllo delle immagini, venga confermata l'iniziale decisione arbitrale, il numero di chiamate a disposizione per la squadra richiedente verrà ridotto di uno. Si precisa infine che eventuali richieste di Video Check non avanzate in un set non sono cumulabili nei set successivi.
In relazione all'azione di gioco appena terminata, ogni squadra può richiedere la verifica tramite Video Check per uno solo dei falli di gioco di seguito riportati:
- la posizione del pallone quando tocca il terreno (palla dentro o palla fuori). La richiesta viene effettuata formando una lettera “C” con il pollice e l'indice.
- il fallo di servizio, che prevede: “nel momento in cui colpisce la palla o dello slancio per un servizio al salto, il battitore non deve toccare il terreno di gioco (linea di fondo inclusa) o il suolo all'esterno della zona di servizio”. La richiesta viene effettuata formando una lettera “C” con il pollice e l'indice accompagnata dal gesto della stessa mano che batte sull'altra a simulare l'impatto con la linea di fondo campo.
- il tocco falloso fallo di rete da parte di un giocatore. In proposito può essere richiesta la verifica della sola azione che “chiude il punto” con la conseguenza che una presunta “invasione a rete” che avvenga nel corso di un'azione che non chiude il punto non potrà essere oggetto di verifica. La richiesta viene effettuata formando una lettera “C” con il pollice e l'indice che toccano l'avambraccio opposto alzato a simulare il tocco di rete.
Il 2º Arbitro analizzerà il replay video sullo schermo della postazione di controllo. Nessun componente delle squadre è autorizzato ad assistere o a influenzare la verifica delle immagini, pena l'immediata sanzione disciplinare dell'espulsione. Dopo la verifica del Video Check, il 2º Arbitro informa il 1º Arbitro, che è responsabile della decisione finale, tramite la consueta gestualità o, se necessario, recandosi nei pressi del seggiolone. Qualora, dopo la verifica delle immagini, il 2º Arbitro constati l'impossibilità di valutare l'azione di gioco, oggetto della richiesta, verrà confermata la decisione arbitrale iniziale e, per la squadra che ne ha fatto richiesta, il numero delle “chiamate” a disposizione per il set rimarrà inalterato. Nel caso in cui la richiesta di verifica venga avanzata da entrambe le squadre, si applica il principio del primo fallo avvenuto temporalmente che, ove rilevato, concluderà l'azione con conseguente assegnazione del punto; non verrà pertanto esaminata l'azione successiva e la richiesta effettuata dall'altra squadra non verrà decurtata dal numero di quelle a disposizione. Se dall'analisi delle immagini viene rilevato un fallo non previsto tra quelli per i quali è consentita la richiesta di Video Check, lo stesso non potrà essere preso in considerazione. Qualora le risultanze del Video Check abbiano conseguenze sul punteggio, il 2º Arbitro deve immediatamente verificare il referto e controllare che le squadre siano nella corretta posizione in campo.
```
Le richieste di intervento per il Video Check debbono essere annotate sul referto, da parte del Segnapunti, nello spazio "Osservazioni" con le risultanze della verifica. A prescindere dall'eventuale richiesta di Video Check, durante lo svolgimento della gara, nessun tesserato iscritto a referto potrà abbandonare la propria posizione per avvicinarsi alla postazione del Video Check; nel caso in cui tale norma non venga rispettata, il comportamento posto in essere verrà considerato come Lieve Condotta Scorretta con la conseguente applicazione della relativa scala delle sanzioni.
```

## Arbitro e Giudice di linea di riserva
Negli incontri internazionali è designato un terzo arbitro internazionale (residente però, di norma, nel Paese che ospita l'incontro) e un quinto giudice di linea. Questi membri del collegio arbitrale vengono utilizzati in caso di impossibilità per un altro ufficiale di continuare la gara (per malore o per sostituzione disposta dal primo arbitro).

## Segnalazioni da parte degli arbitri
Nel caso in cui il primo arbitro sanzioni un fallo, egli fischierà ed indicherà:
1. la squadra a cui assegnare il punto (alzando il braccio perpendicolarmente al corpo dalla parte alla squadra che ha vinto lo scambio);
2. la natura del fallo (utilizzando i gesti ufficiali);
3. se necessario, il giocatore che l'ha commesso.

Il secondo arbitro, secondo le norme 2014-2015, non dovrà più seguire i gesti del primo arbitro ma solamente disporsi dalla parte della squadra che ha commesso il fallo/perso il punto.
Se è il secondo arbitro a sanzionare un fallo, egli fischierà ed indicherà:
1. la natura del fallo (utilizzando i gesti ufficiali);
2. se necessario, il giocatore che l'ha commesso;
3. la squadra che dovrà servire alla ripresa del gioco (in seguito alla segnalazione da parte del primo arbitro).

È possibile che il secondo arbitro, in modo chiaro ma discreto, segnali al primo arbitro falli ("quattro tocchi", "palla trattenuta" etc.) oppure segnalazioni varie (palla toccata dal muro e/o giocatori) per aiutare quest'ultimo nell'assegnazione del punto. 

## Sanzioni disciplinari
Le sanzioni disciplinari possono essere comminate solamente dal primo arbitro durante la gara e, dopo di essa, in sede di omologa, dall'Organo Giurisdizionale Federale competente.

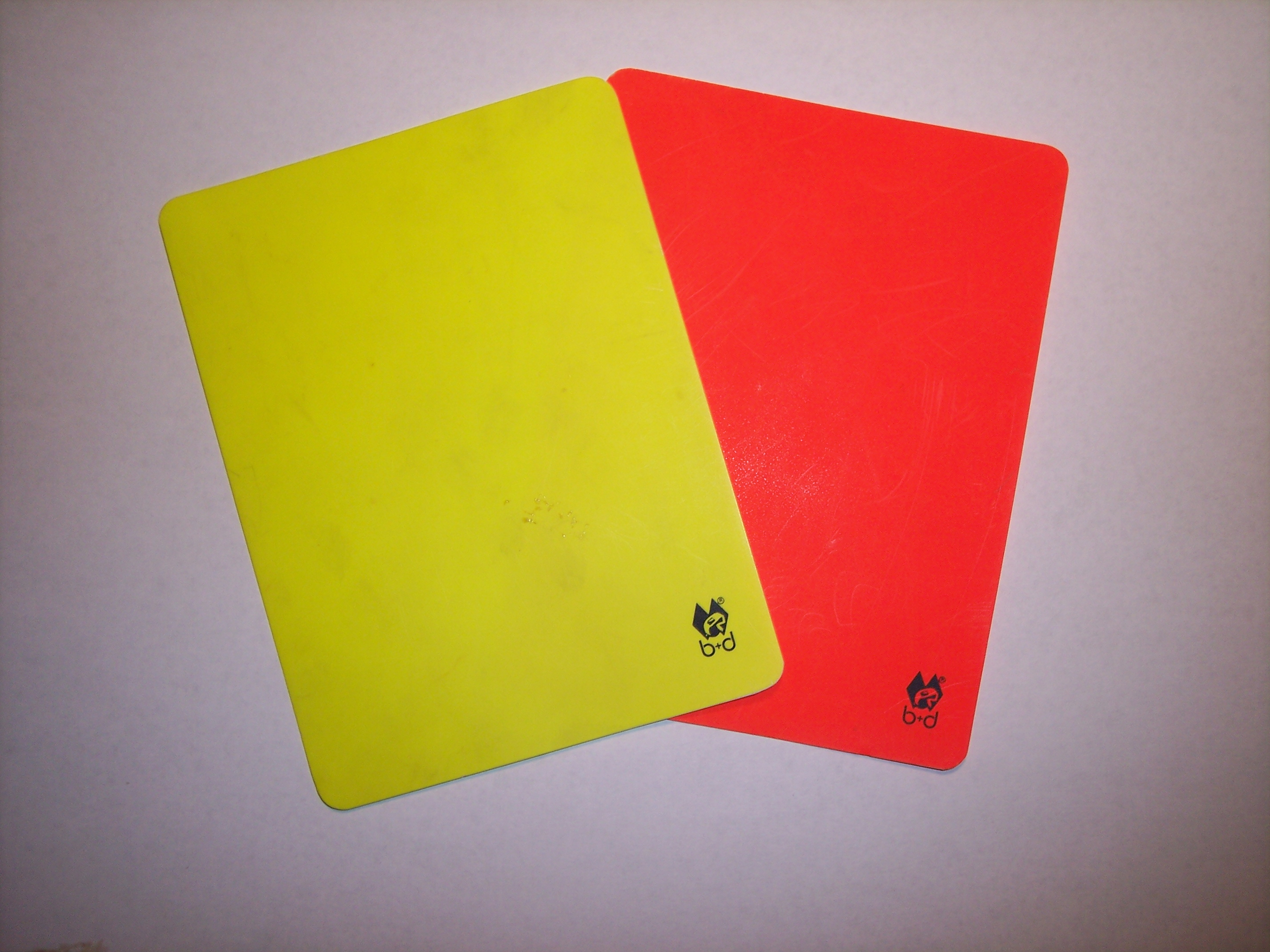
I cartellini giallo e rosso

### Durante la gara
Il primo arbitro, e lui solamente, in base alla gravità della condotta scorretta di un componente delle due squadre, può adottare una delle seguenti sanzioni:
1. avvertimento verbale o fase 1, in caso di Lieve Condotta Scorretta (LCS) (per esempio esprimere disappunto sbuffando, facendo vittimismo, abbandonando temporaneamente l'area di gioco da parte delle riserve senza l'autorizzazione degli arbitri). Questo avvertimento non è una sanzione disciplinare e non viene registrata a referto, è semplicemente un mezzo di prevenzione. Viene comminata dal primo arbitro verbalmente al capitano in gioco, senza nessuna conseguenza.
2. avvertimento ufficiale o fase 2 (cartellino giallo), nel caso in cui una lieve condotta scorretta si verifichi nuovamente dopo l'avvertimento verbale. Questo provvedimento non è una sanzione, ma un simbolo che un componente (e per estensione la squadra) ha raggiunto il livello di condotta sanzionabile per la gara. È registrato a referto, spazio osservazioni come "avvertimento", ma non ha conseguenze immediate.
3. penalizzazione (cartellino rosso), nel caso in cui si manifesti una condotta maleducata (definita dal regolamento come  "azione contraria alle buone maniere o ai principi morali, espressioni deplorevoli", tra le quali rientra la bestemmia), o un'ulteriore LCS dopo l'avvertimento ufficiale (non è necessario che il componente penalizzato sia lo stesso a cui è stato assegnato il cartellino giallo). La penalizzazione è una sanzione disciplinare, va registrata a referto, è personale e comporta l'attribuzione del servizio e di un punto alla squadra avversaria. Secondo le regole 2014-2015, il primo arbitro non ferma più l'azione di gioco per sanzionare una condotta maleducata, ma aspetta la fine dell'azione, il cui esito viene ritenuto valida. Se la squadra penalizzata ottiene il punto durante l'azione, essa lo conserva e viene successivamente penalizzata. In caso di più penalizzazioni, si daranno tanti punti quanti sono i cartellini rossi assegnati.
4. espulsione (cartellini giallo e rosso tenuti con la stessa mano), nel caso in cui si manifesti una condotta offensiva (offese esplicite verso arbitri, giocatori, pubblico), o una seconda condotta maleducata da parte di un componente già sanzionato con il cartellino rosso, o un'ulteriore LCS da parte di un componente già sanzionato con il cartellino giallo e con il cartellino rosso. L'espulsione è una sanzione disciplinare, va registrata a referto, è personale e comporta l'allontanamento del sanzionato dall'area di controllo (il sanzionato deve stare in una zona da cui non sia possibile vedere il campo di gara) fino alla fine del set in corso.
5. squalifica (cartellini giallo e rosso tenuti uno per mano) nel caso in cui si manifesti una condotta aggressiva o minacciosa, o una qualsiasi condotta scorretta commessa da un componente già espulso, o una LCS da parte di un componente già sanzionato con il cartellino giallo, con il cartellino rosso e con il cartellino giallo e rosso nella stessa mano. Se il partecipante alla gara dovesse invece rinunciare di propria spontanea volontà ai suoi propositi dopo aver manifestato l'intenzione di aggredire una persona, non verrà squalificato, ma verrà comunque sanzionato con una penalizzazione. La squalifica è una sanzione disciplinare, va registrata a referto, è personale e comporta l'allontanamento definitivo del sanzionato dall'area di controllo, cioè fino alla fine della gara.

Il giocatore espulso o squalificato deve essere sostituito in modo regolamentare o eccezionale; se questo non fosse possibile  la squadra perde il set e/o eventualmente la gara, pur conservando eventuali punti già conquistati.
Il ripetersi di una condotta scorretta da parte della stessa persona nella medesima gara è sanzionato progressivamente, pertanto un componente sanzionato non può ricevere una sanzione di gravità pari o inferiore ad una sanzione già ottenuta, seguendo la cosiddetta scala delle sanzioni.
Il primo arbitro può inoltre sanzionare con un ritardo di gioco (RG) la squadra che ritardi lo svolgimento dalla gara; la prima sanzione (definita avvertimento per ritardo di gioco) non provoca conseguenze; la seconda e le successive provocano invece l'attribuzione di un punto alla squadra avversaria con conseguente diritto al servizio (penalizzazione per ritardo di gioco). Esse sono segnalate mostrando il cartellino corrispondente (giallo per l'avvertimento e rosso  per la penalizzazione) davanti al polso dell'arbitro.
Comportano l'assegnazione di un ritardo di gioco anche la seconda e le successive richieste improprie, ovvero le richieste non regolamentari provenienti dai componenti di una squadra. La prima sanzione viene registrata sul referto senza conseguenze, la seconda e successive sono sanzionati come ritardi di gioco.
Queste due sanzioni non sono personali, ma si applicano all'intera squadra e restano valide per tutta la durata dell'incontro; inoltre, come l'avvertimento (cartellino giallo), seppur registrate a referto nel riquadro "Sanzioni", esse non comportano provvedimenti post-gara da parte degli Organi di Giustizia Sportiva.

### Dopo la gara
Il Giudice Sportivo Territoriale (Provinciale Regionale o Nazionale, in base al campionato) letto il rapporto arbitrale, in sede di omologa della gara, infliggerà al reo altre sanzioni disciplinari sportive, che possono essere, per esempio, l'ammonizione con diffida, la squalifica per più giornate, la sospensione a tempo determinato, ecc.
Il sanzionato può poi fare ricorso agli organi di Giustizia Sportiva superiori.
Tra le altre sanzioni, il capitano della squadra riceve una sanzione disciplinare sportiva, quantificata in "punti di penalizzazione", doppia (rispetto ai propri compagni) in causa del ruolo ricoperto durante la partita.
Le sanzioni possono essere inflitte alle società, ai giocatori, agli allenatori e a tutti gli altri tesserati, con modalità che variano.
Va ricordato che il referto della gara e il rapporto di gara redatto dal primo arbitro costituiscono documenti primari di prova in ambito di giustizia sportiva FIPAV, a meno che non ne venga dimostrata la falsità.
Avverso i procedimenti disciplinari, i tesserati possono ricorrere in appello alla Corte Sportiva di Appello ed alla Corte Federale di Appello .

## Formazione degli Arbitri federali FIPAV
La Federazione Italiana Pallavolo, attraverso le sue strutture periferiche (Comitati Territoriali e Regionali) cura la formazione degli arbitri federali di pallavolo a livello territoriale e regionale. A livello nazionale questo compito è svolto dal Settore Ufficiali di Gara.
Per diventare arbitro federale l'età minima richiesta è 16 anni, da quell'età ci si può iscrivere ad un corso per aspiranti arbitri (questi corsi vengono organizzati ogni anno dai Comitati Territoriali). Terminato il corso e superati i relativi esami si viene inquadrati nel Ruolo Territoriale (Regionale per la Valle d'Aosta e le Province Autonome di Trento e Bolzano) degli arbitri federali e si iniziano a dirigere delle partite dei campionati territoriali (in genere le prime partite affiancati da arbitri più esperti, con la funzione di tutor). Le partite dei campionati territoriali arrivano fino alla Prima Divisione. Appurate le capacità arbitrali dell'ufficiale di gara, potrà essere promosso al Ruolo Regionale per dirigere partite dei campionati regionali (serie D e C). Un'ulteriore promozione porta l'arbitro federale ad essere inquadrato nei Ruoli Nazionali, dove potrà dirigere, via via con il tempo, partite fino alla serie A1 (Superlega). Le partite dei campionati nazionali sono serie B2 e B1 Femminile, B Maschile, A3 Maschile, A2 e Superlega. L'ulteriore ed ultima promozione è quella ad arbitro internazionale, qui però si viene valutati non più dalla FIPAV, la Federazione Italiana, ma dalla FIVB, cioè la Federazione Internazionale. Gli arbitri, sino alla loro immissione nel ruolo A, vengono costantemente valutati dagli osservatori, che hanno il compito di evidenziare i pregi e i "punti deboli" dell'arbitro, affinché egli possa migliorare ed affinché si possa fare una specie di "selezione" degli arbitri migliori, in vista di future promozioni. Una volta promossi in B sarà cura del "Delegato Arbitrale" (in A presente ad ogni incontro) valutare i direttori di gara e riportare il tutto al Commissario referente.
Esistono delle altre associazioni sportive, come il CSI (Centro Sportivo Italiano) , la UISP (Unione Italiana Sport Per tutti) o la PGS (Polisportive Giovanili Salesiane), che organizzano campionati di pallavolo e hanno appositi corsi per arbitri. Queste associazioni hanno stipulato delle convenzioni con la Federazione, con le quali hanno stretto accordi riguardo a molte branche della pallavolo, non ultima la possibilità di tesserare nel CSI (o altro) alcuni arbitri federali (cioè tesserati con la Federazione Italiana), senza che questi incorrano in sanzioni disciplinari. Lo scopo principale di queste associazioni è quello di promuovere la pallavolo (ed anche altri sport, per ognuno dei quali sono state stipulate delle convenzioni con le rispettive Federazioni).

## Arbitri di Beach Volley
La FIPAV cura anche la formazione degli Arbitri di Beach Volley, attraverso il Settore Beach Volley della Commissione Arbitri Nazionale.
Gli arbitri di beach volley si distinguono in (ordine di importanza crescente): Arbitri di 3º Livello Regionale, Arbitri di 2º Livello Nazionale, Arbitri di 1º Livello Nazionale, Arbitri Internazionali.